# Troféu HQ Mix
O Troféu HQ Mix (também grafado como Troféu HQMIX) é uma das mais tradicionais premiações dos quadrinhos brasileiros, criado em 1989 por João Gualberto Costa, o Gual, e José Alberto Lovetro, o Jal da Associação dos Cartunistas do Brasil.
O nome faz referência à seção sobre quadrinhos que os dois apresentavam no programa TV Mix 4, da Gazeta. Serginho Groisman, então apresentador do TV Mix 4, é o "padrinho" e apresentador do Troféu HQ Mix desde sua primeira edição.
Segundo os objetivos traçados em seu regulamento, o Troféu HQMIX tem a intenção de "divulgar, valorizar e premiar a produção de quadrinhos, humor gráfico, animação e assemelhados". O design do troféu muda a cada ano, sempre homenageando algum personagem dos quadrinhos brasileiros.
As votações são feitas por artistas e profissionais da área, editores, pesquisadores e jornalistas brasileiros.

## História
Em 2007, os irmãos Gabriel Bá e Fábio Moon receberam quatro premiações nas categorias 'Desenhista Nacional', 'Edição Especial Nacional', 'Publicação Independente' e 'Blog/flog'. Entre as editoras o destaque ficou com a Conrad, que venceu na categorias 'Editora do Ano' e 'Projeto Gráfico', além de ter duas publicações premiadas.
Em 2008, a quadrinista Laerte foi a grande vencedora, com quatro estatuetas. Uma delas por "Piratas do Tietê - a saga completa", na categoria 'publicação de humor' e as outras três pela obra "Laertevisão", nas categorias 'edição especial nacional', 'projeto editorial' e 'projeto gráfico'. Ambas foram publicadas em 2007.
A edição de 2009 ficou marcada pela grande participação de obras relacionadas ao mangá.
Em 2011, o principal vencedor foi Danilo Beyruth, que ganhou três prêmios nas categorias 'Roteirista', 'Desenhista' e' Edição especial nacional', pela obra "Bando de dois".
Curiosidade: Gualberto Costa, o Gual, chegou a possuir a loja de quadrinhos "HQMIX Livraria" na Praça Roosevelt, em São Paulo, lugar que virou referência para os quadrinistas e ponto de encontro dos artistas, onde vários álbuns importantes foram lançados e a loja chegou a fazer parte do circuito da Virada Cultural Paulista. A loja chegou a  mudar de endereço por um breve período, mas encerrou suas atividades em 2013.

## Troféu
A cada ano, um quadrinista diferente é homenageado por meio da estatueta entregue aos vencedores. É escolhido um personagem do autor em questão, que é esculpido em forma de troféu. Abaixo, estão relacionados os personagens, seus autores e o artista plástico responsável pela confecção do troféu.
| Ano  | Personagem                      | Autor homenageado               | Artista plástico               |
| 1989 | ?                               |                                 | Gualberto e Jal                |
| 1990 | ?                               | ?                               | ?                              |
| 1991 | ?                               | ?                               | ?                              |
| 1992 | ?                               | ?                               | Carlos Maluck                  |
| 1993 | O Amigo da Onça                 | Péricles                        | ?                              |
| 1994 | Lamparina                       | J. Carlos                       | Zarvos                         |
| 1995 | ?                               | ?                               | ?                              |
| 1996 | ?                               | ?                               | ?                              |
| 1997 | Pererê                          | Ziraldo                         | Wilson Iguti                   |
| 1998 | Reco-Reco, Bolão e Azeitona     | Luiz Sá                         | Wilson Iguti                   |
| 1999 | Sig                             | Jaguar                          | ?                              |
| 2000 | Horácio                         | Mauricio de Sousa               | Wilson Iguti                   |
| 2001 | Rê Bordosa                      | Angeli                          | Olintho Tahara e Anália Tahara |
| 2002 | Capitão                         | Laerte                          | Olintho Tahara e Anália Tahara |
| 2003 | Zeferino, Bode Orelana e Graúna | Henfil                          | Olintho Tahara e Anália Tahara |
| 2004 | Garra Cinzenta                  | Renato Silva e Francisco Armond | Olintho Tahara                 |
| 2005 | Rango                           | Edgar Vasques                   | ?                              |
| 2006 | Madame e seu bicho muito louco  | Fortuna                         | Olintho Tahara                 |
| 2007 | Kactus Kid                      | Renato Canini                   | ?                              |
| 2008 | O Samurai                       | Cláudio Seto                    | Olintho Tahara                 |
| 2009 | Mirza, a mulher vampiro         | Eugênio Colonnese               | Olintho Tahara                 |
| 2010 | Astronauta                      | Mauricio de Sousa               | Olintho Tahara                 |
| 2011 | Geraldão                        | Glauco                          | Olintho Tahara                 |
| 2012 | Sacarrolha                      | Primaggio Mantovi               | Olintho Tahara                 |
| 2013 | Los Três Amigos                 | Angeli, Glauco e Laerte         | Olintho Tahara                 |
| 2014 | Níquel Náusea e Flit            | Fernando Gonsales               | Olintho Tahara                 |
| 2015 | Diomedes                        | Lourenço Mutarelli              | Olintho Tahara                 |
| 2016 | Super-Mãe                       | Ziraldo                         | Olintho Tahara                 |
| 2017 | Chopnics                        | Jaguar                          | Olintho Tahara                 |
| 2018 | Mônica e O Menino Maluquinho    | Maurício de Sousa e Ziraldo     | Olintho Tahara                 |
| 2019 | Nhô Quim                        | Angelo Agostini                 | Itamar Braga e Wilson Iguti    |
| 2020 | Radical Chic                    | Miguel Paiva                    | Wilson Iguti                   |
| 2021 | Bruxinha                        | Eva Furnari                     | Wilson Iguti                   |
| 2022 | Kabelluda                       | Pagu (Patrícia Galvão)          | Wilson Iguti                   |
| 2023 | Curupira                        | Flavio Colin                    | Bruno Braga                    |
| 2024 | Muriel                          | Laerte Coutinho                 | Bruno Braga                    |

## Categorias premiadas
Desde 1989, diversas categorias foram criadas, eliminadas, aglutinadas ou alteradas. Entre parênteses, estão indicados os anos de criação e, se for o caso, extinção de cada categoria (algumas categorias podem não ter vencedores em determinadas edições dentro de seu período de existência).
Para 2016, em vez de uma lista pré-definida de indicados, os organizadores compilaram uma lista de todos os trabalhos e artistas que poderiam ser votados nas 30 categorias abertas à votação do público. Além dessas, foram abertas inscrições para as categorias Web Quadrinhos e Web Tiras e os prêmios acadêmicos TCC, Dissertação de Mestrado e Tese de Doutorado.
Em 2017, o processo de seleção dos finalistas mudou novamente: a participação no evento passou a ser por meio de inscrição feita por editoras, autores e produtores de quadrinhos, que deveriam selecionar até duas categorias para inscrição das obras (além de eventos e exposições, que possuem categorias específicas), pagando uma taxa simbólica para cada obra inscrita. A inscrição de autores ocorria automaticamente a partir da inscrição da obra (assim que uma obra era inscrita, os desenhistas, roteiristas, coloristas e/ou arte-finalistas eram também considerados inscritos em suas respectivas categorias, sem necessidade de uma nova taxa). No ato da inscrição, também foi necessário o envio de um link com o PDF da obra (no caso das que não possuíam versão digital) para avaliação dos jurados, que selecionaram os dez finalistas de cada categoria.

### Categorias atuais (edição de 2024)
- Adaptação para os quadrinhos (2009-presente)
- Arte-finalista nacional (2017-presente)
- Colorista nacional (1999-2003, 2017-presente)
- Desenhista nacional (1989-presente)
- Dissertação de mestrado (2007-presente)
- Edição especial estrangeira (2004-presente)
- Edição especial nacional (2004-presente)
- Editora do ano (1989-1992, 1994-presente)
- Evento (2004-presente)
- Exposição (1989-1990, 1998-presente)
- Grande contribuição (1989-presente)
- Grande mestre (1990-presente)
- Homenagem especial (1992, 1995, 1997-2005, 2007-presente)
- Livro teórico (1989-1992, 1994-2000, 2002-presente)
- Mangá e produções correlatas (2023-presente)
- Novo talento - desenhista (1990-presente)
- Novo talento - roteirista (2007-presente)
- Produção para outras linguagens (1989, 1993, 1995-presente)
- Projeto editorial (1997-presente)
- Projeto gráfico (1989-2008, 2019-presente)
- Publicação de aventura/terror/fantasia (2009-presente)
- Publicação de clássico (2004-presente)
- Publicação de humor (2004-2010, 2016-presente)
- Publicação de tira (2004-presente)
- Publicação em minissérie (2004-2008, 2016-presente)
- Publicação independente de grupo (2008-presente)
- Publicação independente edição única (2011-presente)
- Publicação independente seriada (2021-presente)
- Publicação infantil (2008, 2016-presente)
- Publicação juvenil (2016-presente)
- Publicação mix (1989-1992, 1994-presente)
- Relevância internacional (2010-presente)
- Roteirista nacional (1989-presente)
- Tese de doutorado (2007-2009, 2011, 2013-presente)
- Trabalho de conclusão de curso (2007-presente)
- Web quadrinhos (2008-presente)
- Web tira (2012-presente)

### Categorias extintas
- Acabamento gráfico (1989-1990)
- Adaptação da TV para HQ (1989-1990)
- Álbum de aventura (1995, 1999-2008)
- Álbum de clássico (1989-2003)
- Álbum de ficção (1989-1990, 1995, 1999-2003)
- Álbum de ficção, aventura e terror (1991-1992, 1994, 1996-1998)
- Álbum de figurinhas (1996-2003)
- Álbum de humor (1989-2003)
- Álbum de terror (1989-1990, 2001-2003)
- Álbum infantil (1989-2007)
- Animação (2005-2008)
- Articulista de quadrinhos (2008-2010)
- Blog / Flog de artista gráfico (2004-2008)
- Blog sobre quadrinhos (2008)
- Caricaturista (1997-2012)
- Cartunista (1997-2012)
- Chargista (1997-2012)
- Colorista / Arte-finalista (2016)
- Desenhista de humor gráfico (2013-2015)
- Desenhista estrangeiro (1989-2015)
- Desenho animado (1995-1999)
- Desenho animado (curta) (2000-2002)
- Desenho animado (longa) (2000-2003)
- Desenho animado para TV (2000-2003)
- Destaque latino-americano (2011-2014)
- Destaque língua portuguesa (2013-2014)
- Edição especial (1989-2003)
- Editor (1989-1990)
- Empresa de licenciamento (1998-2001)
- Especial Mangá (2016)
- Fã de quadrinhos - personalidade (2013)
- Fanzine (1990-2007)
- Graphic novel estrangeira (1989-2003)
- Graphic novel nacional (1992-2003)
- Ilustrador (1997-2010)
- Ilustrador de livro infantil (2004-2008)
- Jornalista especializado (1989-2007)
- Letrista (1999)
- Livro de ilustração (2000-2001)
- Livro infantil (1997-2002)
- Maior tiragem (1989-1990)
- Mídia sobre quadrinhos (2009-2012)
- Minissérie estrangeira (1989-2003)
- Minissérie nacional (1999, 2001-2002)
- Novo projeto (1998)
- Personagem de licenciamento (1998-2000)
- Personagem destaque (1989-2003)
- Pesquisa (1989, 1997-1998, 2002, 2004-2006)
- Ponto de vendas (1989-2000)
- Produto de licenciamento (1998-2001)
- Projeto especial na pandemia (2021-2022)
- Prozine (2005-2007)
- Publicação de caricaturas (1998-2000, 2002-2003, 2008, 2010-2011)
- Publicação de cartuns (1994-2011)
- Publicação de charges (1993-1996, 1998-2011)
- Publicação de humor gráfico (2012-2016)
- Publicação de terror (2004-2008)
- Publicação erótica (1989-1994, 2001, 2007-2012, 2016)
- Publicação independente (1989-2007)
- Publicação independente de autor (2008-2020)
- Publicação independente de bolso (2008)
- Publicação independente especial (2008-2010)
- Publicação infantojuvenil (2009-2015)
- Publicação sobre quadrinhos (1997-2008)
- Revista de aventura (1998, 2004-2008)
- Revista de aventura e ficção (1989-1990, 1994, 1996, 1999-2003)
- Revista de clássico (1989-2003)
- Revista de faroeste (1989)
- Revista de humor (1989-2003)
- Revista de terror (1990-1996, 1998-2000, 2003)
- Revista infantil (1989-2007)
- Revista seriada (1992-2003)
- Roteirista estrangeiro (1989-2015)
- Salão e festival (2000, 2002-2014)
- Site de autor (2004-2008)
- Site de quadrinhos (1998-2007)
- Site sobre quadrinhos (1999-2008)
- Suplemento infantil (1989-1990)
- Tira estrangeira (1989-2003)
- Tira nacional (1989-2015)
- Toy (1998-2001)
- Valorização da HQ (1989-2006)
- Videogame (1999)